# Изстрел
Вижте пояснителната страница за други значения на Изстрел.
Изстрел се нарича действие, с което се изхвърля с висока скорост материално тяло или енергия. Най-често под изстрел се разбира изстрела от стрелково оръжие. Изстрел е също и действието произвеждано от различните енергийни оръжия. За някои живи организми също се използва термина изстрел за да обозначи изхвърляне на отровен шип, жило или химична смес по неприятелите им.
Произвеждането на изстрел или изстрели от стрелково оръжие се нарича стрелба. Изстрелите произведени от различните типове оръжия имат различна същност.

## Фактори, влияещи на изстрела при бойната стрелба
При изпълнение на прав изстрел с провеждане на еднообразно премерване, попаденията на куршумите не са на едно и също място, а са разположени в рамките на елиптична фигура. Траекторията на изстрела и така наречено разсейване се изучава от науката наречена балистика и в дадения случай се дължи на:
1. миниатюрни разлики в тежестта на куршума;
2. миниатюрни разлики в количеството барут, също така влажността му, качеството и др.;
3. разлики в температурата на цевта при различните изстрели (триенето на куршума в цевта и изгарянето на барута, повишават температурата на цевта, което предизвиква температурно разширение, което от своя страна намалява триенето между стените на цевта и куршума и понижава скоростта му);
4. разлики в температурата на въздуха (при по-висока температура въздухът е с по-ниска плътност и скоростта на куршума е по-висока, поради което е по-високо попадението);
5. разлики в атмосферното налягане;
6. разлики във влажността на въздуха;
7. оптични изкривяваня, предизвикани от температурни разлики на въздуха и други причини;
8. вятър;
9. други, все още недобре изучени фактори.